# Råttorna (1955)
Råttorna (tyska: Die Ratten) är en tysk dramafilm från 1955 i regi av Robert Siodmak.
Filmen är baserad på nobelpristagaren Gerhart Hauptmanns pjäs Råttorna men handlingen är flyttad till tidigt 1950-tal.

## Utmärkelser
Filmen vann Guldbjörnen för bästa film 1955.

## Rollista i urval
- Maria Schell - Pauline Karka
- Curd Jürgens - Bruno Mechelke
- Heidemarie Hatheyer - Anna John
- Gustav Knuth - Karl John
- Ilse Steppat - fru Knobbe
- Fritz Remond jr - Harro Hassenreuter
- Lou Seitz - Hebamme Kielbacke
- Barbara Rost - Selma Knabbe